# Наррагансетт-Пір (Род-Айленд)
Наррагансетт-Пір (англ. Narragansett Pier) — переписна місцевість (CDP) в США, в окрузі Вашингтон штату Род-Айленд. Населення — 3308 осіб (2020).

## Географія
Наррагансетт-Пір розташований за координатами 41°25′37″ пн. ш. 71°27′59″ зх. д. / 41.42694° пн. ш. 71.46639° зх. д. (41.426994, -71.466525).  За даними Бюро перепису населення США в 2010 році переписна місцевість мала площу 10,09 км², з яких 9,24 км² — суходіл та 0,86 км² — водойми.

## Демографія
Згідно з переписом 2010 року, у переписній місцевості мешкало 3409 осіб у 1633 домогосподарствах у складі 754 родин. Густота населення становила 338 осіб/км².  Було 2215 помешкань (219/км²).
Расовий склад населення:
| - 95,1 % — білих - 1,3 % — корінних американців - 1,2 % — чорних або афроамериканців - 1,0 % — азіатів - 0,1 % — вихідців з тихоокеанських островів |

До двох чи більше рас належало 0,9 %. Частка іспаномовних становила 1,5 % від усіх жителів.
За віковим діапазоном населення розподілялося таким чином: 11,9 % — особи молодші 18 років, 65,7 % — особи у віці 18—64 років, 22,4 % — особи у віці 65 років та старші. Медіана віку мешканця становила 46,1 року. На 100 осіб жіночої статі у переписній місцевості припадало 85,6 чоловіків;  на 100 жінок у віці від 18 років та старших — 84,2 чоловіків також старших 18 років.
Середній дохід на одне домашнє господарство  становив 88 580 доларів США (медіана — 56 711), а середній дохід на одну сім'ю — 137 542 долари (медіана — 108 661). Медіана доходів становила 70 417 доларів для чоловіків та 51 061 долар для жінок. За межею бідності перебувало 14,5 % осіб, у тому числі 2,1 % дітей у віці до 18 років та 8,9 % осіб у віці 65 років та старших.
Цивільне працевлаштоване населення становило 2084 особи. Основні галузі зайнятості: освіта, охорона здоров'я та соціальна допомога — 26,1 %, мистецтво, розваги та відпочинок — 14,3 %, науковці, спеціалісти, менеджери — 14,2 %.